# Helena Srbská
Helena Srbská (srbsky Јелена Вукановић, Jelena Vukanović; maďarsky Ilona királyné; po roce 1109 – po roce 1146) byla manželka krále Bély II. a uherská královna.

## Život
Heleniným otcem byl srbský župan Uroš I. a matkou Anna Diogenissa. Měla tři bratry – Uroše, Desu a Beloše – a sestru Marii.
Roku 1128 stále bezdětný, ač dvakrát ženatý uherský král Štěpán II. povolal ke dvoru svého slepého bratrance Bélu, zprostředkoval jeho sňatek s Helenou Srbskou a učinil jej svým následníkem. Manželům věnoval pozemky poblíž města Tolna. Štěpán II. zemřel bezdětný roku 1131 na úplavici a Béla se po něm ujal vlády.
Helena měla na manžela značný vliv. Byla to ona, kdo se dvěma syny v náruči přesvědčil příznivce jejího manžela, aby na shromáždění v Aradu zmasakrovali 68 šlechticů, o kterých panovaly domněnky, že kdysi navrhli králi Kolomanovi, aby Bélu nechal oslepit.
Když její manžel 13. února 1141 zemřel, jejich nejstarší syn Gejza nastoupil na trůn ještě v dětském věku. Uhersku tedy až do roku 1146 vládla Helena jako regentka společně se svým bratrem Belošem Vukanovićem.

## Potomci
- Alžběta (ok. 1129 – před 1155), manželka polského knížete Měška III.
- Gejza II., uherský král (cca 1130 – 31. květen 1162)
- Ladislav II., uherský král (1131 – 14. leden 1163)
- Štěpán IV., uherský král (cca 1133 – 11. duben 1165)
- Sofie (cca 1136–?), řeholnice v Admontu